# テイラー・ハーウッド＝ベリス
テイラー・ジェイ・ハーウッド＝ベリス（英語: Taylor Jay Harwood-Bellis, 2002年1月30日 - ）は、イングランド・ストックポート出身のプロサッカー選手。サウサンプトンFC所属。イングランド代表。ポジションはDF。

## クラブ歴
グレーター・マンチェスターのストックポート出身。6歳の時にマンチェスター・シティFCの下部組織に加入。同郷のフィル・フォーデンとともに各カテゴリを昇格していった。エリック・ガルシアとのセンターバックコンビで2019年にはFAユースカップを制した。 
2019年9月24日に行われたEFLカップ・プレストン・ノースエンドFC戦でスターティングメンバーに名を連ねてプロ初出場。同年12月11日にはUEFAチャンピオンズリーグ 2019-20 グループリーグのNKディナモ・ザグレブ戦で82分にニコラス・オタメンディに代えて投入され、同大会初出場。
2021年2月2日、ブラックバーン・ローヴァーズFCへの期限付移籍が発表された。
2021年6月27日、RSCアンデルレヒトへの期限付移籍が発表された。リーグ戦16試合に出場し、UEFAヨーロッパカンファレンスリーグ予選にも3試合出場した。
2022年1月11日、ストーク・シティFCにレンタル移籍した。
2023年9月1日、サウサンプトンFCにレンタル移籍した。2024年7月1日、サウサンプトンに完全移籍した。

## 代表歴
U-17代表では主将としてUEFA U-17欧州選手権2019に参加、グループステージでオランダ代表から得点を決めた。

## タイトル
バーンリー
- EFLチャンピオンシップ：2022-23